# 1030er
Portal Geschichte | Portal Biografien | Aktuelle Ereignisse | Jahreskalender | Tagesartikel

◄ |
10. Jh. |
11. Jahrhundert
| 12. Jh. | ►

◄ |
1000er |
1010er |
1020er |
1030er
| 1040er | 1050er | 1060er | ►

1030 |
1031 |
1032 |
1033 |
1034 |
1035 |
1036 |
1037 |
1038 |
1039

## Ereignisse
- 1030: Baubeginn des Domes in Speyer.
- 1032: Benedikt IX. wird Papst.
- 1033: Konrad II. wird burgundischer König.
- 1037: Die Erblichkeit der Lehen wird per Gesetz von Konrad II. festgelegt.
- 1037: Avicenna stirbt.
- 1038: Heinrich III. wird Herzog von Schwaben und Kärnten sowie König von Burgund.
- 1039: Konrad II. stirbt; Heinrich III. wird zum König gekrönt.